# Tragedia de Antuco

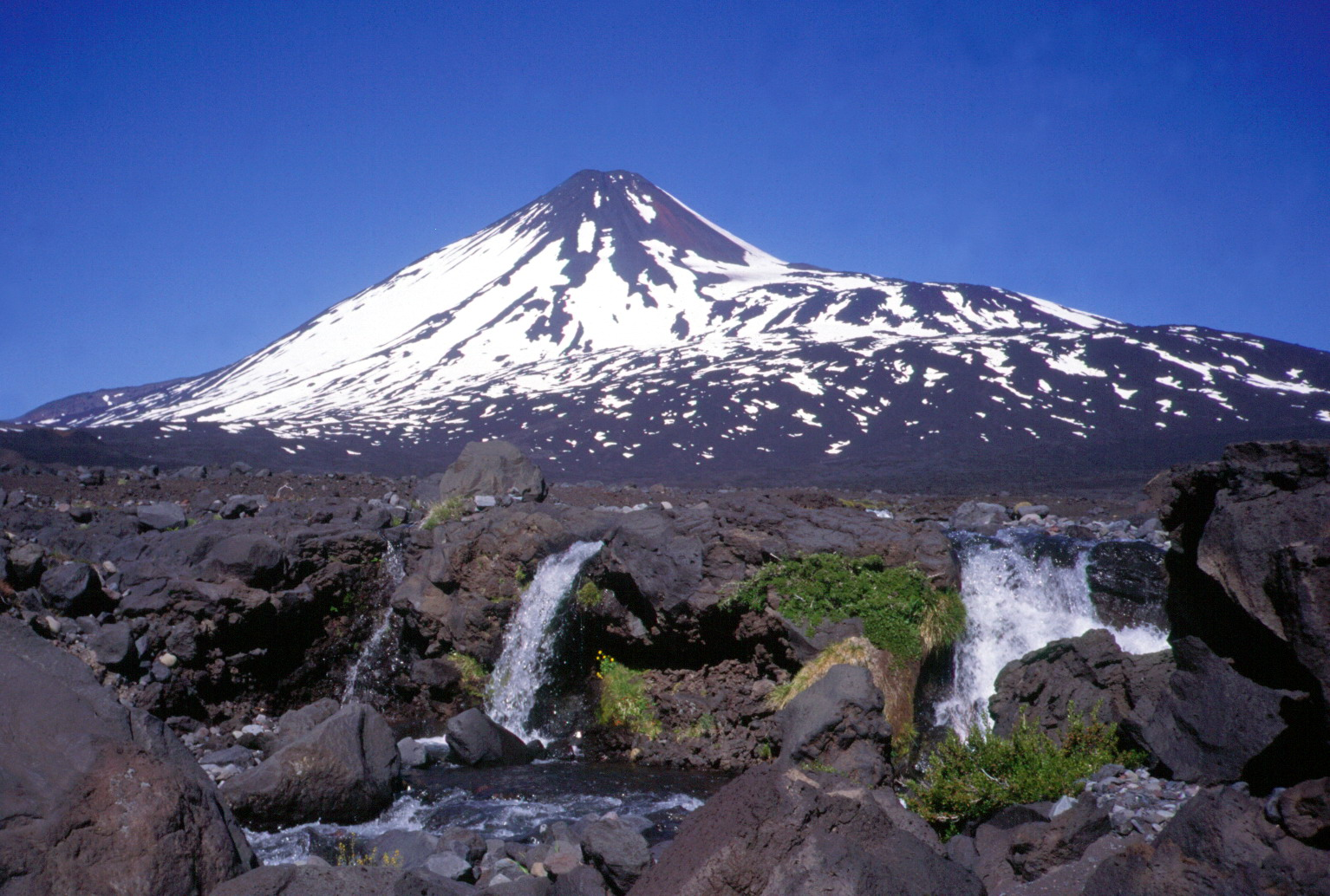
Vista del volcán Antuco, en cuya ladera norte se produjo la tragedia.

La tragedia de Antuco se refiere a la muerte de un suboficial y 44 conscriptos que cumplían su servicio militar en el Ejército de Chile mientras realizaban ejercicios de montaña el 18 de mayo de 2005. Este desenlace fue el resultado directo de las decisiones tomadas por el mayor Patricio Alejandro Augusto Cereceda Truan y el teniente coronel Luis Enrique Pineda Peña, quienes optaron por llevar a cabo una marcha durante una nevasca con una temperatura de -35 °C, a una altitud de 1500 m s. n. m., entre el refugio Los Barros y el refugio La Cortina, en los faldeos del volcán Antuco, en la Región del Biobío.
Es la segunda mayor catástrofe del Ejército chileno en tiempos de paz, considerando el número de fallecidos, luego del naufragio del vapor Cazador ocurrido en 1856 en Punta Carranza, donde murieron 458 personas entre civiles y militares.

## Desarrollo de la tragedia
El 4 de abril de 2005, cerca de 400 jóvenes conscriptos ingresaron al Regimiento Reforzado n.º 17 "Los Ángeles".  del Ejército de Chile, ubicado en la ciudad de Los Ángeles, con el fin de cumplir el servicio militar obligatorio que debían realizar todos los varones mayores de 18 años de edad. La mayoría de los conscriptos, sin embargo, eran jóvenes de escasos recursos que se presentaron voluntariamente con el objetivo de desarrollar una carrera militar como soldado dentro del ejército.

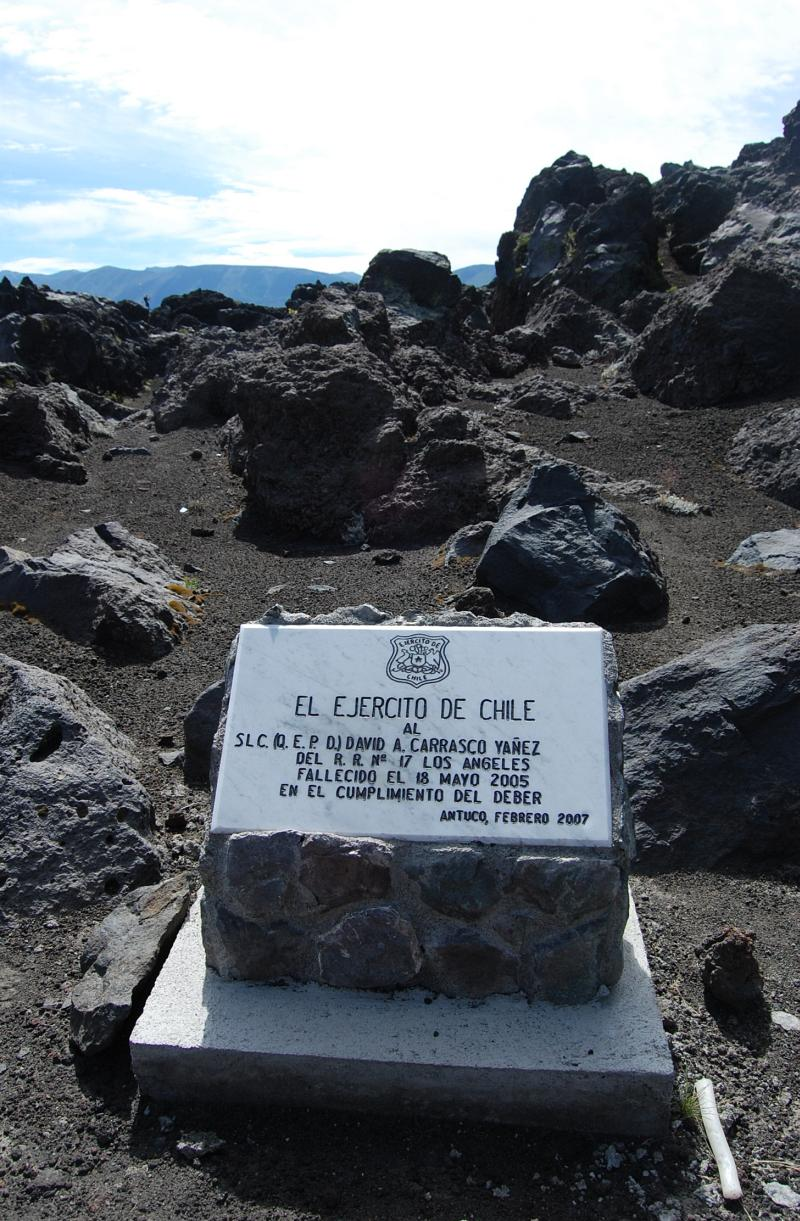
Una de las placas recordatorias de los mártires de la tragedia de Antuco.

Tradicionalmente, cada año en la época entre abril y mayo, el regimiento realiza el periodo de instrucción básica para los soldados nuevos, en la zona de la Laguna de la Laja, sector Los Barros, donde el regimiento cuenta con un refugio habilitado para soportar las inclemencias climáticas de la zona y con capacidad suficiente en la cordillerana comuna de Antuco, al interior de Los Ángeles. Tres compañías del regimiento partieron como de costumbre el día 17 de mayo de 2005 a realizar ejercicios de preparación en dicha zona. Sin embargo, un frente de mal tiempo arribó a la zona, provocando nevazón y un importante descenso en las temperaturas.
Los soldados lograron llegar al refugio de Los Barros, localizado en los faldeos al nororiente del macizo volcánico. Aunque la mayoría de ellos no contaba con la vestimenta necesaria para enfrentar temperaturas bajo los -10°C, el comandante del batallón habría insistido en desarrollar la marcha con otras dos compañías la mañana del 18 de mayo. 112 soldados se quedaron en el recinto, ya que les correspondería marchar al día siguiente (lo que finalmente nunca ocurrió), mientras los que marchaban iban paulatinamente cayendo en medio del "viento blanco" o tormenta de nieve, ante la incapacidad de sus mandos directos y camaradas de salvarles la vida. Muchos cadáveres fueron encontrados tratando de refugiarse y otros tendidos de espaldas, falleciendo congelados durante la marcha. Las autopsias revelaron que no habrían tardado más de dos o tres horas en morir por hipotermia. Algunos soldados lograron llegar hasta el refugio La Cortina, perteneciente antiguamente a la compañía eléctrica ENDESA y en desuso. Llamó poderosamente la atención la actitud de los suboficiales, quienes huyeron a ponerse a cubierto en el refugio de "La Cortina", abandonando a los conscriptos a su suerte. Años después el ex conscripto Rodrígo Morales manifestó en el programa especial «La Marcha Mortal», emitido por Televisión Nacional de Chile el 20 de julio de 2005, lo siguiente:

«[...] más de doce horas caminando con nieve hasta la cintura en algunas partes y con un frío insoportable. Llegó el momento más crítico de la marcha, donde ya Hernández había caído, donde un sinfín de soldados ya no podían caminar más; no daban más y los cabos en un minuto empezaron a arrancarse [huir], se arrancaron [huyeron]. Yo fui el primero en llegar a La Cortina y después de mí, a los diez minutos, llegaron nueve cabos, sin ningún soldado y cada cabo está a cargo de siete soldados". Solo el suboficial cocinero permaneció junto a ellos, pereciendo en la tormenta.»

## Lista de fallecidos

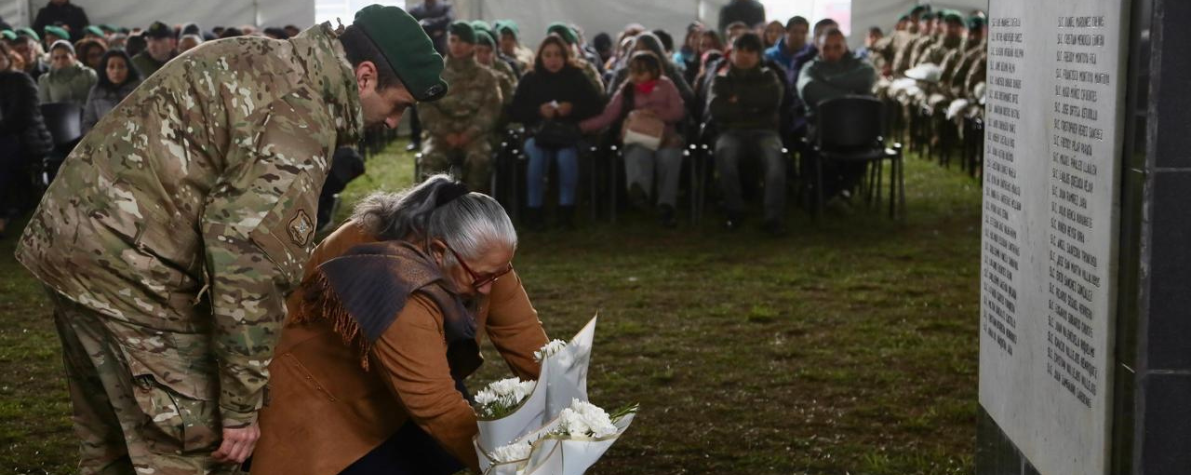
Un familiar coloca una ofrenda floral en el memorial de los "caidos de Antuco" (2025).

- Sargento 2°  Luis Monares Castillo.
- Soldado conscripto  Víctor Aqueveque Erices.
- Soldado conscripto  Silverio Avendaño Huilipán.
- Soldado conscripto  Francisco Burgos Burgos.
- Soldado conscripto  José Bustamante Ortiz
- Soldado conscripto  David Carrasco Yáñez
- Soldado conscripto  Robert Castillo Ruiz
- Soldado conscripto  Juan Castro Balboa
- Soldado conscripto  Cristian Chávez Varela
- Soldado conscripto  Osvaldo Contreras Hidalgo
- Soldado conscripto  Roberto Contreras Mellado
- Soldado conscripto  Pedro Díaz Cerna
- Soldado conscripto  Esteban Díaz Valderrama
- Soldado conscripto  Rolando Escobar Contreras
- Soldado conscripto  Guillermo Foncea Sandoval
- Soldado conscripto  Luciano Fuentes Leiva
- Soldado conscripto  Ricardo Garcés Jorquera
- Soldado conscripto  Guillermo Gazitúa Quijada
- Soldado conscripto  Milton González Castillo
- Soldado conscripto  Cristián Herrera Henríquez
- Soldado conscripto  Arnaldo Jorquera Jara
- Soldado conscripto  Jaime  Alejandro Bizama Palma
- Soldado conscripto  Daniel Mardones Cuevas
- Soldado conscripto  Christian Mendoza Concha
- Soldado conscripto  Freddy Montoya Fica
- Soldado conscripto  Francisco Montoya Montoya
- Soldado conscripto  Hugo Muñoz Cifuentes
- Soldado conscripto  José Ortega Astudillo
- Soldado conscripto  Christopher Pérez Sánchez
- Soldado conscripto  Freddy Pilar Parada
- Soldado conscripto  Miguel Piñaleo Llaulén
- Soldado conscripto  Juan Ramírez Jara
- Soldado conscripto  Julio Renca Navarrete
- Soldado conscripto  Rubén Reyes Urra
- Soldado conscripto  Carlos Quezada Vejar
- Soldado conscripto  Ángel Saavedra Troncoso
- Soldado conscripto  Enzo Sánchez González
- Soldado conscripto  Ricardo Seguel Herrera
- Soldado conscripto  Edgardo Sobarzo Cruces
- Soldado conscripto  Juan Valenzuela Riquelme
- Soldado conscripto  Ignacio Vallejos Henríquez
- Soldado conscripto  Cristian Vallejos Vallejos
- Soldado conscripto  José San Martín Villalobos
- Soldado conscripto  Juan Zambrano Cárdenas

## Impacto

### Impacto nacional
Tras conocerse la noticia se iniciaron inmediatamente la búsqueda de soldados con vida y de los cuerpos de aquellos fallecidos. Algunos cuerpos fueron encontrados a más de cuatro metros bajo la nieve y se debieron utilizar servicios satelitales para ubicarlos. La búsqueda se extendió hasta el 6 de julio, fecha en que fue encontrado y desenterrado el último cadáver. En total, fallecieron 44 soldados conscriptos y un sargento que era el cocinero.

He querido venir a despedir a estos soldados. Quiso el destino que en un 21 de mayo como hoy, otro chileno también se fuera como héroe. Arturo Prat y los suyos se fueron como héroes de una guerra. Hoy despedimos a estos soldados como héroes de la paz. Se preparaban para servir a Chile, para ser fieles a una larga tradición. Quiero rendirles mi homenaje al momento de su partida.
Espero que de esta tragedia podamos sacar las enseñanzas adecuadas para ser más y mejores chilenos, para ser más y mejores soldados, para ser más y mejores ciudadanos de este Chile al cual tanto queremos y en cuyo nombre despido a estos soldados que hoy día se van.
Presidente Ricardo Lagos Escobar. Los Ángeles, 21 de mayo de 2005

### Juicios y consecuencias legales
El mayor Patricio Cereceda Truan recibió una condena efectiva de 5 años y un día por cuasidelito de homicidio múltiple. Pero luego de 3 años y ocho meses de cumplimiento de esta, fue puesto en libertad condicional. Los otros responsables por la fatal marcha fueron el comandante Roberto Mercado Olguín, quien por incumplimiento de deberes militares recibió una condena de 3 años, el asesor de la comandancia Luis Pineda Peña recibió 541 días de condena, y los capitanes Carlos Olivares Oyanguren y Claudio Gutiérrez Romero con 800 días de presidio.
Tras una demora de siete años desde que ocurrieran los trágicos sucesos y por resolución de la Corte Suprema de Justicia, el Estado chileno indemnizó a cada uno de los 27 sobrevivientes con 10 millones de pesos chilenos. Este monto se ha considerado como una compensación insuficiente por parte de los sobrevivientes, varios de los cuales han quedado con secuelas físicas permanentes y han tenido que someterse a diversas operaciones quirúrgicas.

### Secuelas físicas y psicológicas
La tragedia también tuvo otro tipo de consecuencias en los sobrevivientes y las familias de los fallecidos.
Muchos de los sobrevivientes afirmaron que, como consecuencia del suceso, quedaron con secuelas importantes de diversa índole. Entre estos se encuentra el daño físico, pues muchos ex conscriptos reportaron problemas a las articulaciones y ojos producto del fío. Por otra parte, el daño psicológico tuvo como principales consecuencias el desarrollo de trastorno por estrés postraumático y, consecuentemente, depresión e intentos de suicidio.
Los familiares también reportaron consecuencias de tipo psicológico, esto a través del desarrollo de depresión y/o suicidios consumados.

### Homenaje a los caídos de Antuco por parte de los botánicos
Los botánicos rindieron homenaje a los caídos de Antuco a través de una nueva especie de Violeta silvestre nativa de Chile que se ubica en la zona donde perdieron la vida. Se trata de la especie Viola obituaria J.M. Watson & A.R. Flores, sp. nov, cuya ubicación está en el parque nacional Laguna del Laja en la comuna de Antuco y ha sido descrita por John Watson y Anita Flores, investigadores de botánica nativa chilena. Esta Viola está dedicada a los 44 conscriptos y 1 sargento que perdieron la vida en trágicas circunstancias en los faldeos del Volcán. He ahí el origen del epíteto obituaria que se le ha dado a esta nueva y bella planta.